# Pipa (película)
Pipa es una película de suspenso dramático argentina de 2022 dirigida por Alejandro Montiel. Se trata de la tercera película de la saga iniciada con Perdida (2018) y La corazonada (2020). La trama sigue la vida de la oficial de policía Manuela "Pipa" Pelari, quien decide alejarse de ese mundo y se refugia con su tía en un desolado pueblo del norte de la Argentina. Sin embargo, este lugar se ve azotado por un crimen por el cual Pipa volverá a retomar su profesión y se afrontará a nuevos peligros. Está protagonizada por Luisana Lopilato, Mauricio Paniagua, Inés Estévez, Ariel Staltari, Paulina García, Malena Narvay, Aquiles Casabella, Benjamín del Cerro y Santiago Artemis. La película se estrenó el 27 de julio de 2022 en Netflix.

## Sinopsis
La carrera profesional de Pipa como policía de investigación entra en declive cuando deja en libertad a la proxeneta Cornelia Villalba, pero su tía Alicia Pelari la convence de irse de Buenos Aires y se muda con ella a un pequeño pueblo ubicado en La Quebrada en el norte argentino. La vida allí parece ir tranquila hasta que aparece el cadáver de una joven y Pipa decide comenzar una investigación del caso, metiéndose en un mundo donde reina la corrupción, los beneficios de clase y el peligro.

## Reparto
- Luisana Lopilato como Manuela "Pipa" Pelari
- Mauricio Paniagua como Rufino Jeréz
- Inés Estévez como Etelvina Carreras
- Ariel Staltari como Comisario Mellino
- Paulina García como Alicia Pelari
- Malena Narvay como Mercedes "Mecha" Carreras
- Aquiles Casabella como Cruz Carreras
- Benjamín del Cerro como Tobías Pelari
- Santiago Artemis como Paco
- Laura González como Samantha Sosa
- Víctor López como Luis Paredes
- Daniel Cabot como Oficial García
- Santiago Pedrero como Oficial Pérez
- Javier Flores como Oficial Márquez
- Ivonne Quispe como Luna
- Misael Bautista como Nahuel Mamaní
- Iván Espeche como Rómulo Oregón
- Manuel Ramos como Agustín Oregón
- Mercedes Burgos como María Segovia
- Eva Ferreira como Estela
- Federico Llambí como Ismael Torres
- María García Zandanel como Lala

## Desarrollo

### Producción
En febrero del 2021, Netflix confirmó la realización de la tercera y última parte de las películas Perdida (2018) y La corazonada (2020). Asimismo, se informó que Alejandro Montiel volvería a ser el director de esta tercera entrega, mientras que el guion estaría a cargo de Montiel, Mili Roque Pitt y Florencia Etcheves. En cuanto a la producción, se develó que las empresas Fam Contenidos y Corinthian Argentina serían las responsables de hacerlo.
En junio del 2022, se reveló que la película sería estrenada el 27 de julio de ese año. A los pocos días se presentó el primer tráiler, donde se develó un poco más de la trama y los personajes.

### Rodaje
La fotografía principal inició en septiembre del 2021 en Buenos Aires. Poco después, las filmaciones se trasladaron a Jujuy y Salta. Durante su rodaje en Jujuy, se produjo un inconveniente con la producción de la película y los padres de los alumnos que asisten a la escuela primaria Eduardo Casanova de Tilcara, ya que denunciaron que violaron los derechos de las niñas y los niños por incumplir con los protocolos contra el covid-19 y porque los estudiantes fueron retenidos en las aulas sin dejarlos salir al recreo, ni utilizar los baños. El rodaje concluyó en diciembre del 2021.

### Casting
Tras el anuncio de la producción, se confirmó que Luisana Lopilato volvería a repetir el papel de Manuela "Pipa" Pelari. En septiembre del 2021, se reveló que el resto del elenco estaba integrado por Mauricio Paniagua, Inés Estévez, Ariel Staltari, Paulina García, Malena Narvay, Aquiles Casabella, Benjamín Del Cerro y Santiago Artemis.

## Premios y nominaciones
| Lista de premios y nominaciones | Lista de premios y nominaciones | Lista de premios y nominaciones        | Lista de premios y nominaciones | Lista de premios y nominaciones | Lista de premios y nominaciones |
| Año                             | Organización                    | Categoría                              | Nominado/a(s)                   | Resultado                       | Ref(s)                          |
| ------------------------------- | ------------------------------- | -------------------------------------- | ------------------------------- | ------------------------------- | ------------------------------- |
| 2022                            | Premios Produ                   | Mejor película estrenada en plataforma | Pipa                            | Nominado                        | [ 11 ]                          |